# Distretto di Colquioc
Il distretto di Colquioc è un distretto del Perù nella provincia di Bolognesi (regione di Ancash) con 3.078 abitanti al censimento 2007 dei quali 1.582 urbani e 1.496 rurali.
Il centro principale è Chasquitambo
È stato istituito il 29 gennaio 1965.